# Ху Хайфън
Ху Хайфън (на китайски: 胡海峰; пинин: Hú Hǎifēng) е китайски предприемач и едно от двете деца на китайския президент Ху Дзинтао и съпругата му Лиу Йонцин.

## Биография
Роден е през 1971 г. Понастоящем е президент на Нуктех (Nuctech), правителствена компания, създадена в края на 1990-те години за производство на големи скенери за рибни и релсови транспортни средства – около 90% от родния пазар.
През декември 2006 Нуктех спечелва договора за снабдяване на летищата на Китайската народна република със скенери по сигурността, разпознаващи опасни течности – грижа, която е актуална след въздушен инцидент с такава през август 2006.